# 片岡大蔵
片岡 大蔵（かたおか だいぞう、1957年11月23日 - ）は、愛媛県出身の元プロ野球選手（投手）。右投右打。

## 来歴・人物
幼少期から兄2人の影響を受け野球を始める、新居浜市立惣開小学校ではソフトボール、新居浜西中では軟式野球部に加入していた。
1973年に新居浜商業高に入学。1974年に春のセンバツへ出場。
1975年に投手兼一塁手として夏の甲子園に出場。愛媛県大会予選では、3回戦の内子高戦で9回2死までノーヒットノーランに抑えたが最後の打者にライト前のポテンヒットを打たれ快挙を逃す。北四国大会決勝では、当時愛媛県で無敵を誇った西条高戦に3回途中からリリーフ、延長10回まで無失点に抑えた（なお、この試合を当時、愛媛・卯之町で夏のキャンプをしていた国士舘大学野球部の畑俊二監督が偶然テレビ観戦していてスカウトされたと言われている）。予選では16回無失点、打者ではチームトップの8打点と投打に活躍した。甲子園本戦では、チームメイトの村上博昭投手の好投もあり決勝に進出したものの、小川淳司を擁する習志野高に9回裏サヨナラ負けし準優勝に終わる。この大会では準決勝の上尾高戦で先発、甲子園初登板を果たした。その他の試合は一塁手として出場した。
同年秋の三重国体では、またも決勝で習志野高に9回裏逆転サヨナラ負け、準優勝にとどまる。この大会でも準決勝に先発し、磐城高に1失点の完投勝利。1年下のチームメートに続木敏之捕手がいた。
高校卒業後は、国士舘大学に進学。大学で本格的に投手に転向した。東都大学リーグでは、1年からエースとして起用され、1977年春季リーグ2部優勝。入替戦で日本大学を破り、初の一部昇格を果たした。4年生最後の1979年秋季リーグでは、同期の藤原誠二投手（電電東京）との二本柱で勝ち進み、チームを創部初の一部リーグ初優勝に導く。ここでも投手だけではなくバッティングでも活躍し、同季の最優秀選手に選ばれた。同年の明治神宮野球大会では先発するが、同年近鉄バファローズにドラフト1位で入団する藤原保行を擁する名城大学に1-3で惜しくも初戦敗退。東都一部リーグ通算38試合登板、14勝12敗。大学の1学年上に高柳秀樹、藤原以外の大学同期に永田昌弘（国士舘高監督）、井上卓也（中退）がいる。
1979年のプロ野球ドラフト会議でヤクルトスワローズから1位指名を受け入団。スライダーやシンカーを武器にし、大学球界No1のコントロールの持ち主と評された。
プロ1年目の1980年から一軍登板を果たし、イースタンリーグでは4年間で24勝を記録するも、3年目から肩を故障したため1983年に現役を引退。選手生活は短いものとなった。
引退後は、ヤクルト球団に残り、打撃投手を経てスコアラーに転身。90年代におけるヤクルト黄金時代の野村ID野球を陰から支える1人となった。
一軍では出場試合は少ないものの、防御率1.80、得意のバッティングでは1打数1安打の成績を残している。

## 詳細情報

### 年度別投手成績
| 年 度     | 球 団     | 登 板 | 先 発 | 完 投 | 完 封 | 無 四 球 | 勝 利 | 敗 戦 | セ 丨 ブ | ホ 丨 ル ド | 勝 率 | 打 者 | 投 球 回 | 被 安 打 | 被 本 塁 打 | 与 四 球 | 敬 遠 | 与 死 球 | 奪 三 振 | 暴 投 | ボ 丨 ク | 失 点 | 自 責 点 | 防 御 率 | W H I P |
| --------- | --------- | ----- | ----- | ----- | ----- | -------- | ----- | ----- | -------- | ----------- | ----- | ----- | -------- | -------- | ----------- | -------- | ----- | -------- | -------- | ----- | -------- | ----- | -------- | -------- | ------- |
| 1980      | ヤクルト  | 2     | 1     | 0     | 0     | 0        | 0     | 0     | 0        | --          | ----  | 15    | 4.0      | 3        | 0           | 3        | 0     | 0        | 0        | 0     | 0        | 0     | 0        | 0.00     | 1.50    |
| 1981      | ヤクルト  | 1     | 0     | 0     | 0     | 0        | 0     | 0     | 0        | --          | ----  | 3     | 1.0      | 0        | 0           | 0        | 0     | 0        | 0        | 0     | 0        | 0     | 0        | 0.00     | 0.00    |
| 1982      | ヤクルト  | 1     | 0     | 0     | 0     | 0        | 0     | 0     | 0        | --          | ----  | 3     | 0.0      | 2        | 0           | 1        | 0     | 0        | 0        | 0     | 0        | 1     | 1        | ----     | ----    |
| 通算：3年 | 通算：3年 | 4     | 1     | 0     | 0     | 0        | 0     | 0     | 0        | --          | ----  | 21    | 5.0      | 5        | 0           | 4        | 0     | 0        | 0        | 0     | 0        | 1     | 1        | 1.80     | 1.80    |

### 記録
- 初登板：1980年10月23日、対横浜大洋ホエールズ26回戦（横浜スタジアム）、6回裏から3番手で救援登板、1回無失点
- 初先発登板：1980年10月24日、対中日ドラゴンズ25回戦（ナゴヤ球場）、3回無失点で勝敗付かず
- 初打席・初安打：同上、青山久人から単打

### 背番号
- 13 （1980年 - 1983年）
- 86 （1984年 - 1989年）